# أندرو جونسون
أندرو جونسون (بالإنجليزية: Andrew Johnson) (29 ديسمبر 1808 - 31 يوليو 1875) هو الرئيس السابع عشر للولايات المتحدة، وتولى المنصب من عام 1865 إلى 1869. أصبح جونسون الرئيس بما أنه كان نائب الرئيس في زمن اغتيال أبراهام لينكولن. كان جونسون ديمقراطيا ودخل الانتخابات مع لينكولن على بطاقة حزب الاتحاد الوطني، وتولى الرئاسة في مع نهاية الحرب الأهلية. فضل الرئيس الجديد أن تتم إعادة الولايات المنفصلة للاتحاد بسرعة. لكن خططه لم توفر الحماية للعبيد السابقين، ودخل في صراع مع الكونغرس الذي يسيطر عليه الجمهوريون، وبلغ هذا الصراع ذروته بسحب الثقة عنه من قبل مجلس النواب. وهو أول رئيس أميركي يتعرض لهذا الإجراء، وتمت تبرئته في مجلس الشيوخ بفارق صوت واحد.
ولد جونسون في لعائلة فقيرة في رالي عاصمة ولاية نورث كارولينا. وبدأ يتعلم الخياطة، وعمل في العديد من المدن الحدودية قبل أن يستقر في غرينفيل، تينيسي. شغل هناك منصب عضو مجلس محلي وعمدة قبل أن ينتخب لعضوية مجلس نواب تينيسي في عام 1835. وبعد أن قضى فترة وجيزة في مجلس شيوخ تينيسي تم انتخابه إلى مجلس النواب الاتحادي في عام 1843، حيث بقي هناك لخمس فترات مدة كل منها عامين. تولى جونسون حكم ولاية تينيسي لمدة أربع سنوات، وانتخب من قبل السلطة التشريعية إلى مجلس الشيوخ في 1857. وسعى في هذه الفترة لإقرار مشروع قانون المنازل، الذي صدر بعد وقت قصير من مغادرته لمنصبه في مجلس الشيوخ في عام 1862.
انفصلت ولايات الرق في الجنوب، بما فيها تينيسي، عن الاتحاد لتشكيل الولايات الكونفدرالية الأمريكية، ولكن جونسون ظل متمسكا بالاتحاد. وكان العضو الوحيد داخل مجلس الشيوخ من الولايات الكونفدرالية الذي لم يستقل من منصبه مقعده عندما علم بانفصال ولايته. في عام 1862، عينه لينكولن كحاكم عسكري على تينيسي بعد إعادة أغلب أراضيها للاتحاد. اختاره لينكون ليكون نائبه في انتخابات عام 1864، إذ أن جونسون كان ديمقراطيا مناصرا للحرب ووحدويا جنوبيا، فكان اختياره كمرشح منطقيا لدى لينكون الذي رغب بإيصال رسالة الوحدة الوطنية للجماهير في حملة إعادة انتخابه. تذكرتهم فاز بسهولة. أدى جونسون اليمين الدستورية لمنصب نائب الرئيس في مارس 1865، وألقى خطابا سريعا. ولاحقا عزل نفسه لتجنب سخرية العامة. تم اغتيال لينكولن بعد ستة أسابيع وأصبح هو الرئيس.
نفذ جونسون سياسته الخاصة بشأن إعادة الإعمار، وذلك بسلسلة من البيانات لتوجيه الولايات المنفصلة لعقد المؤتمرات والانتخابات وإعادة تشكيل حكوماتها المدنية. أعادت الولايات الجنوبية العديد من قادتها السابقين، وأقرت عدة قوانين لحرمان العبيد المعتقين من حرياتهم المدنية، ورفض الجمهوريون في الكونغرس إدخال المشرعين من تلك الولايات وتقدموا بتشريعات لإبطال قوانينهم. نقض جونسون قراراتهم، وتجاوز الجمهوريين في الكونغرس هذا النقض، الأمر الذي تكرر لما تبقى من رئاسته (تم تجاوز قرارات النقض التي قدمها في خمسة عشر مناسبة، أكثر من أي رئيس آخر في تاريخ البلاد). عارض جونسون التعديل الرابع عشر، الذي منح الجنسية للعبيد السابقين. في عام 1866، ذهب جونسون في جولة وطنية غير مسبوقة ليروج لسياساته التنفيذية، وكان يسعى لتدمير خصومه الجمهوريين.  نما الصراع بين فروع الحكومة، وأصدر الكونغرس قانون امتلاك المنصب، والذي قيد يد جونسون في إقالة مسؤولي مجلس الوزراء. وعندما أصر على إقالة وزير الحرب إدوين ستانتون، سحب مجلس النواب الثقة منه، وبالكاد تجنب إدانة مجلس الشيوخ له وبالتالي عزله من منصبه. عاد جونسون إلى تينيسي بعد انقضاء رئاسته، سعى جونسون ليدافع عن نفسه سياسيا، وتم له هذا جزئيا وذلك عندما انتخب لمجلس الشيوخ مرة أخرى في عام 1875 (وهو الرئيس الوحيد الذي دخل هناك بعد انقضاء فترة حكمه)، قبل بضعة أشهر من موته. يضعه جمهور المؤرخين بين أسوأ الرؤساء الأميركيين لمعارضته الشديدة لحقوق السود المكفولة من الحكومة الفدرالية، في حين يشيد له بعض المؤرخين بمنحاه الدستوري الصارم. 

## نشأته

### طفولته
وُلد أندرو جونسون في رالي في ولاية كارولينا الشمالية بتاريخ 29 ديسمبر عام 1808، والده جاكوب جونسون (1778-1812) ووالدته ماري ماكدونو (1783-1856). جونسون من أصل إنجليزي اسكتلندي أيرلندي. ولد جونسون في كوخ مؤلف من غرفتين وهي ميزة سياسية كانت داعمًا له في منتصف القرن التاسع عشر إذ كان يذكّر الناخبين مرارًا بأصوله المتواضعة. كان جاكوب جونسون رجلاً فقيرًا مثل والده ويليام جونسون. كان كل من جاكوب وماري أمييّن، وعملا خدمًا في حانة، لم يذهب جونسون مطلقًا إلى المدرسة ونشأ في حالة من الفقر. توفي جاكوب بنوبة قلبية بعد وقت قصير من إنقاذه لثلاثة رجال من الغرق عندما كان ابنه أندرو في الثالثة من عمره. عملت بولي جونسون غاسلة وأصبحت المعيل الوحيد لعائلتها. كان يُنظر إلى مهنتها بازدراء؛ لأنها كانت مضطرة في كثير من الأحيان إلى الذهاب إلى المنازل دون مرافق. توجد شائعات بأن أندرو قد يكون ابن رجل آخر؛ نظرًا لأنه لم يشبه أحدًا من إخوته. تزوجت بولي جونسون في النهاية من رجل يدعى تيرنر دوتري وكان فقيرًا مثلها.
دربت والدة جونسون ابنها ويليام على مهنة الخياطة لدى جيمس سيلبي. أصبح أندرو أيضًا متدربًا في متجر سيلبي في سن العاشرة، وكان ملزمًا قانونيًا بالعمل حتى بلوغه سن الحادية والعشرين. علّمه أحد موظفي سيلبي مهارات القراءة والكتابة البدائية. عُزز تعليمه بفضل الأشخاص الذين ترددوا إلى متجر سيلبي بغرض القراءة للخياطين أثناء عملهم. وحتى قبل أن يصبح متدربًا جاء جونسون للاستماع. أوقدت القراءة فيه حب التعلم مدى الحياة، اقترحت آنيت غوردون ريد واحدة من كتاب سيرته أنَّ جونسون قد تعلم الأدب وهو يعمل بخيوط الإبر وقطع القماش.
لم يكن جونسون سعيدًا في متجر جيمس سيلبي، وهرب بعد نحو خمس سنوات مع أخيه. رد سيلبي من خلال وضع مكافأة مقابل عودتهم: «مكافأة عشرة دولارات. هرب ولدان متدربان ملتزمان قانونيًا، اسمهما ويليام وأندرو جونسون ... دفعة مالية لأي شخص يقوم بتسليم المتدربين المذكورين لي في رالي، أو سأعطي المكافأة المذكورة أعلاه لأندرو جونسون وحده». ذهب الأخوان إلى كارثاج في كارولينا الشمالية، حيث عمل أندرو خياطًا عدة أشهر. وانتقل إلى لورينز خوفًا من اعتقاله وإعادته إلى رالي. وجد عملًا بسرعة وقابل حبه الأول ماري وود. لكنها رفضت عرض زواجه. عاد إلى رالي على أمل شراء تدريبه المهني، لكنه لم يستطع أن يتفق مع سيلبي. ثم قرر الانتقال نحو الغرب.

## صعوده السياسي

### في تينيسي
ساعد جونسون في تنظيم لائحة مرشحين للميكانيكيين في انتخابات بلدية غرينفيل عام 1829. انتخب عضو بلدية جنبًا إلى جنب مع أصدقائه بلاكستون مكدانيل ومردخاي لينكولن. دعي لإقامة مؤتمر في أعقاب تمرد نات تيرنر للعبيد عام 1831 لإقرار دستور جديد، بما في ذلك أحكام لنزع حق الاقتراع من الأشخاص الأحرار السود. أراد المؤتمر أيضًا إصلاح معدلات الضريبة العقارية، وتوفير طرق لتمويل تطوير البنية التحتية في تينيسي. طُرح الدستور للتصويت العلني، وتحدث جونسون على نطاق واسع داعمًا اعتماده، قدمت الحملة الناجحة له شعبية على مستوى الولاية. انتخب زميله ألدرمان عمدة غرينفيل في 4 يناير عام 1834.
تقدم جونسون في عام 1835 لانتخاب على مقعد تشاركته مقاطعة غرين مع مقاطعة واشنطن المجاورة في مجلس نواب ولاية تينيسي. ووفقًا لهانز تريفوس: انتصر جونسون على المعارضة في النقاش وفاز في الانتخابات بفارق ضعف الأصوات تقريبًا. انضم جونسون عضوًا إلى ميليشيا تينيسي في الفوج 90. حصل على رتبة كولونيل، وعلى الرغم من أنه عضو مسجّل فقد غُرّم جونسون بسبب جريمة غير معروفة. وغالبًا ما كان يُخاطب أو يشار إليه برتبته.

## ممثل الولايات المتحدة (1843-1853)
رأى جونسون أنّ الترشح للكونغرس هو الخطوة التالية في حياته السياسية بعد أن خدم في مجلسي الهيئة التشريعية بالولاية. شارك في عدد من المناورات السياسية لاكتساب دعم الديمقراطيين، بما في ذلك إقالة مدير مكتب البريد في غرينفيل، وهزم محامي جونزبورو جون أيكن بأغلبية 5495 صوتًا مقابل 4892. انضم في واشنطن إلى أغلبية ديمقراطية جديدة في مجلس النواب. دافع جونسون عن مصالح الفقراء، وحافظ على موقفه المناهض للإبطالية، وتحدث فقط عن الإنفاق المحدود من قبل الحكومة وعارض تعريفات حماية المنتجات الوطنية. انتخب زميله في ولاية تينيسي الديموقراطي جيمس بولك رئيسًا في عام 1844، وقام جونسون بحملة له، إلا أن علاقة الرجلين كانت متوترة، ورفض الرئيس بولك بعض اقتراحات جونسون.
اعتقد جونسون (مثل الكثير من الديمقراطيين الجنوبيين) أنَّ الدستور يحمي الملكية الخاصة بما في ذلك العبيد، لذا يحظر على الحكومات الفيدرالية وحكومات الولايات إلغاء العبودية. فاز بولاية ثانية في عام 1845 ضد ويليام براونلو، إذ قدم نفسه مدافعًا عن الفقراء ضد الطبقة الأرستقراطية. أيّد في فترة ولايته الثانية قرار إدارة بولك لخوض الحرب المكسيكية، التي اعتبرها بعض الشماليين محاولةً لكسب الأراضي لتوسيع العبودية غربًا، وعارض شرط ويلموت بحظر العبودية في أي منطقة يُحصَل عليها من المكسيك. قدم للمرة الأولى مشروع قانون المزارع لمنح 160 فدانًا (65 هكتار) للأشخاص الراغبين في تسوية الأرض والحصول على سند ملكية لها. كانت هذه المسألة مهمة بشكل خاص لجونسون بسبب بداياته المتواضعة.
انقسم الديمقراطيون حول مسألة العبودية في الانتخابات الرئاسية لعام 1848، شكّل مناصرو إلغاء العبودية حزب الأرض الحرة، ودعموا الرئيس السابق فان بورين بصفته مرشحًا لهم. دعم جونسون المرشح الديمقراطي السناتور السابق عن ولاية ميشيغان لويس كاس. وانتصر المرشح اليميني زكاري تايلور بسهولة بسبب انشقاق الحزب. بقيت علاقة جونسون مع بولك ضعيفة.

## حاكم ولاية تينيسي (1853-1857)
فكر جونسون في التقاعد من السياسة بعد أن قرر عدم الترشح للانتخابات، لكنه سرعان ما غير رأيه. بدأ أصدقاؤه السياسيون في المناورة لترشيحه لمنصب الحاكم. اختاره المؤتمر الديمقراطي بالإجماع، رغم أنّ بعض أعضاء الحزب لم يكونوا سعداء باختياره. فاز اليمين في آخر عمليتي انتخاب لاختيار حاكمين، وكان يسيطر على المجلس التشريعي. رشح ذلك الحزب هنري، ما جعل تفويضه في المقاطعة الأولى مسألة محسومة. أوقِفت المناقشات بين الرجلين قبل أسبوعين من انتخابات أغسطس عام 1853 بسبب مرض أحد أفراد عائلة هنري. فاز جونسون في الانتخابات بأغلبية 63413 صوتًا مقابل 61163 صوتًا لخصمه، حصل على بعض الأصوات لصالحه مقابل وعده بدعم السياسي اليميني ناثانيل تايلور لنيل مقعده القديم في الكونغرس.
لم يملك حاكم ولاية تينيسي سوى القليل من الصلاحيات: تمكن جونسون من اقتراح تشريعات، ولكن لم يستطع استخدام حق النقض ضد أي تشريع، وأجريت معظم التعيينات من قبل المجلس التشريعي الذي سيطر عليه اليمينيون. ومع ذلك كان المكتب منبراً قويًا سمح له بالتعبير عن نفسه وآرائه السياسية. نجح في الحصول على التعيينات التي يريدها في مقابل تأييده للسياسي اليميني جون بيل ليحصل على أحد مقاعد مجلس الشيوخ بالولايات المتحدة الأمريكية. دعا جونسون في أول خطاب له لتبسيط النظام القضائي للدولة، وإلغاء بنك تينيسي، وإنشاء وكالة مؤسسة الأوزان والمقاييس، وأُقرّ القانون الأخير. انتقد جونسون نظام مدارس تينيسي واقترح زيادة التمويل عن طريق الضرائب سواء على مستوى الولاية أو لكل مقاطعة على حدة، أقرّ القانون كمزيج من الاثنين. شملت الإصلاحات التي أجريت خلال ولاية جونسون بصفته حاكمًا تأسيس مكتبة الدولة العامة (مبدأ إتاحة الكتب للجميع) وأول نظام مدرسي حكومي، وبدء معارض حكومية منتظمة لمساعدة الحرفيين والمزارعين.
على الرغم من أن شعبية حزب اليمين كانت في انخفاض على المستوى الوطني، بقي قويًا في ولاية تينيسي، وكانت توقعات شعبية الديمقراطيين هناك في عام 1855 ضعيفة. وافق جونسون على الترشح للانتخابات؛ بسبب شعوره بأن إعادة انتخابه حاكمًا كانت ضرورية لمنحه فرصة لتولي المناصب العليا التي سعى إليها. تلا ذلك سلسلة تكونت من أكثر من اثني عشر نقاشًا. كانت القضايا المطروحة في الحملة هي العبودية وحظر المشروبات الكحولية والمواقف النازية لحزب (لا أدري). فضّل جونسون موضوع العبودية وعارض بقية المواضيع. كان جينتري غامضًا حول موضوع الكحول، واكتسب دعمه من حزب لا أدري، وهي مجموعة وصفها جونسون بالمجتمع السري. تفوق جونسون بشكل غير متوقع، لكن بهامش أقل من عام 1853.
أمل جونسون بترشيح اسمه مع اقتراب الانتخابات الرئاسية عام 1856، وصفته بعض مقاطعات تينيسي بـ(الابن المفضل). جعله موقفه المتمثل في أن العبودية تخدم مصالح الاتحاد في بعض المجالات مرشحًا عمليًا لمنصب الرئيس. لكنه لم يكن منافسًا رئيسًا، سحب ترشيحه لمصلحة عضو مجلس الشيوخ السابق عن ولاية بنسلفانيا جيمس بيوكانان. وعلى الرغم من أنه لم يكن معجبًا به، قام جونسون بحملة لدعم بيوكانان وزميله في الانتخابات جون بريكنريدج الذي فاز في النهاية.
قرر جونسون عدم الترشح حاكمًا لولاية ثالثة، مع تركيزه على انتخابه لمجلس الشيوخ الأمريكي. خرج القطار الذي ركبه في عام 1857 أثناء عودته من واشنطن عن القضبان، ما تسبب في إصابته بأضرار جسيمة في ذراعه اليمنى.

## السمعة التاريخية والميراث
وفقًا لكاستل: «يميل المؤرخون (لرئاسة جونسون) إلى التركيز على استبعاد كل شيء آخر تقريبًا على دوره في هذا الحدث العملاق (إعادة الإعمار)» خلال آثار القرن التاسع عشر، كانت هناك تقييمات تاريخية قليلة لجونسون ورئاسته. جاء في وصفه في مذاكرات الشماليين الذين تعاملوا معه، مثل نائب الرئيس السابق هنري ويلسون والسيناتور جايمس ج. بلاين، أنه كان ريفيًا متعنتًا حاول أن يميز الجنوب في إعادة البناء لكن الكونغرس أحبطه. وفقًا لهوارد ك. بيلي في مقاله الصحفي بخصوص كتابة التاريخ عن إعادة البناء «اهتم الرجال في عقود ما بعد الحرب بتبرير مواقفهم الخاصة أكثر من بحثهم الدؤوب عن الحقيقة. ولهذا قدم رجل الكونغرس والمؤرخ القادم من ألاباما هيلاري هيربيرت ومؤيدوه اتهامًا جنوبيًا للسياسة الشمالية. وتاريخ هنري ويلسون كان مختصرًا عن الشمال.

شهد مطلع القرن العشرين أول تقييمات تاريخية ذات أهمية لجونسون. فكانت هذه الموجة بقيادة المؤرخ الحاصل على جائزة بولتزر جايمس فورد روديس الذي كتب عن الرئيس السابق:
«تصرف جونسون بما يتفق مع طبيعته. كان لديه القوة الفكرية لكنها كانت تعمل في روتين عملي. ولأنه كان متعنتًا أكثر من كونه حازمًا، بدا له بلا شك أن اتباع الشورى وتقديم التنازلات من مظاهر الضعف. في كل الأحداث التي حدثت بعد رسالته في ديسمبر إلى حق النقض (الفيتو) لمشروع قانون الحقوق المدنية، لم يأت أبدًا إلى الكونغرس. طلب منه أعضاء مجلس الشيوخ والممثلون المعتدلون (الذين كانوا يمثلون أغلبية حزب الاتحاد) أن يقوم بتسوية بسيطة فحسب. كانت أفعالهم توسلًا فعليًا كي يتحد معهم لحفظ الكونغرس والبلد من سياسة الراديكاليين. منع شجاره مع الكونغرس دخول أعضاء جدد في حزب الاتحاد بشروط سخية من أعضاء الكونفدرالية المحدثين. أعماه اعتزازه برأيه ورغبته في الانتصار عن رؤية الخير الحقيقي الموجود في الجنوب والدولة بأكملها».
أرجع روديس أخطاء جونسون إلى ضعفه الشخصي ولامه على مشاكل الجنوب بعد الحرب. اتفق مع روديس مؤرخون آخرون في مطلع القرن العشرين مثل جون بورجس ووودرو ويلسون (الذي أصبح رئيسًا هو نفسه لاحقًا) وويليم دانينج وكل الجنوبيين، معتقدين أن جونسون رجل معيب ولا يملك الكفاءة السياسية، لكنهم توصلوا إلى أنه حاول تنفيذ خطط لينكون الخاصة بالجنوب بحسن نية. يقترح الكاتب والصحفي جاي تولسون أن ويلسون «صور إعادة البناء كبرنامج انتقامي يستهدف الجنوبيين حتى التائبين منهم بينما يفيد الانتهازيين الشماليين، الذين يُطلق عليهم المتدخلين في السياسة، بالإضافة إلى الجنوبيين البيض الساخرين، أو المشاغبين، الذين أفسدوا محاولات التحالف مع السود لمنافع سياسية.
حتى كما كتب روديس ومدرسته، كانت هناك مجموعة أخرى من المؤرخين الذين شرعوا في رد الاعتبار لجونسون بالكامل، مستخدمين لأول مرة مصادر أولية مثل أوراقه التي قدمتها ابنته مارثا قبل وفاتها في عام 1901، ومذكرات سكريتير أسطول جونسون، غيديون ويليز، التي نشرت أول مرة عام 1911. قدمته المجلدات اللاحقة مثل الذي كتبه دايفد ميلر دويت، عزل الرئيس أندرو جونسون ومحاكمته، بصورة أكثر إيجابية من أولئك الذين سعوا إلى إقصائه. في كتاب جايمس شولر لعام 1913، تاريخ فترة إعادة البناء، اتهم الكاتبُ روديس بأنه كان غير عادل تمامًا مع جونسون، رغم اتفاقه مع أن الرئيس السابق قد خلق الكثير من مشاكله بيده من خلال تحركاته السياسية غير الملائمة. كان لهذه الأعمال تأثير بالرغم من أن المؤرخين استمروا في عرض جونسون بأنه ارتكب أخطاء فادحة أفسدت فترة رئاسته، رأوا سياسات إعادة البناء خاصته صحيحة بالأساس.

## روابط خارجية
- أندرو جونسون على موقع الموسوعة البريطانية (الإنجليزية)
- أندرو جونسون على موقع إن إن دي بي (الإنجليزية)

## بيبلوغرافيا
- Castel، Albert E. (2002). "Andrew Johnson". في Graff، Henry (المحرر). The Presidents: A Reference History (ط. 7th). ص. 225–239. ISBN:0-684-80551-0.